# Никитское (городской округ Клин)
Никитское — деревня в Клинском районе Московской области, в составе Городского поселения Клин. Население — 80 чел. (2010). До 2006 года Никитское входило в состав Мисирёвского сельского округа.

## История
Село Никитское(Никитинское) впервые упоминается в духовной грамоте в 1545 году. В середине XV века селом владел Никита Левашов(Левша), который построил храм в честь своего небесного покровителя. В середине XVI века селом владел потомок Никиты Левашова, Матвей Иванович Левашов.

## Расположение
Деревня расположена в центральной части района, примерно в 5 км к югу от города Клин, на левом берегу реки Жорновка (левый приток реки Сестры), высота центра над уровнем моря 180 м. Ближайшие населённые пункты — Фроловское на противоположном берегу реки и Мисирёво в 0,5 км к западу. Через деревню проходит региональная автодорога 46К-0170 (Московское большое кольцо — Белозерки).

## Население
| 2002 | 2006 | 2010 |
| ---- | ---- | ---- |
| 78   | ↘60  | ↗80  |